# 부산 동구의 국회의원

## 변천
- 1957년 1월 1일 경상남도 부산시 동구 설치
- 1981년 4월 4일 부산직할시 동구
- 1995년 1월 1일 부산광역시 동구

## 부산 동구의 역대 국회의원 일람
| 대수         | 이름           | 소속정당   | 임기                               | 선거구역                                                                                         |
| ------------ | -------------- | ---------- | ---------------------------------- | ------------------------------------------------------------------------------------------------ |
| 제4대        | 박순천(朴順天) | 민주당     | 1958년 5월 31일 - 1960년 7월 28일  | 부산시 동구 갑 : 초량1동 초량2동 초량3동 초량4동 초량5동 초량6동 수정1동 수정3동 수정4동 수정5동 |
| 제4대        | 오위영(吳緯泳) | 민주당     | 1958년 5월 31일 - 1960년 6월 30일  | 부산시 동구 을 : 수정2동 좌천1동 좌천2동 좌천3동 범일1동 범일2동 범일3동 범일6동 범일7동         |
| 제5대 민의원 | 박순천(朴順天) | 민주당     | 1960년 7월 29일 - 1961년 5월 16일  | 부산시 동구 갑 : 초량1동 초량2동 초량3동 초량4동 초량5동 초량6동 수정1동 수정3동 수정4동 수정5동 |
| 제5대 민의원 | 이종린(李鍾麟) | 민주당     | 1960년 7월 29일 - 1961년 5월 16일  | 부산시 동구 을 : 수정2동 좌천1동 좌천2동 좌천3동 범일1동 범일2동 범일3동 범일6동 범일7동         |
| 제6대        | 이종순(李鍾淳) | 민주공화당 | 1963년 12월 17일 - 1967년 6월 30일 | 동구 일원(제4선거구)                                                                             |
| 제7대        | 박기출(朴己出) | 신민당     | 1967년 7월 1일 - 1971년 6월 30일   | 동구 일원(제4선거구)                                                                             |
| 제8대        | 김승목(金承穆) | 신민당     | 1971년 7월 1일 - 1971년 10월 17일  | 동구 일원(제4선거구)                                                                             |
| 제9대        | 김영삼(金泳三) | 신민당     | 1973년 3월 12일 - 1979년 3월 11일  | 서구·동구 일원(제2선거구)                                                                        |
| 제9대        | 박찬종(朴燦鍾) | 민주공화당 | 1973년 3월 12일 - 1979년 3월 11일  | 서구·동구 일원(제2선거구)                                                                        |
| 제10대       | 김영삼(金泳三) | 신민당     | 1979년 3월 12일 - 1979년 10월 4일  | 서구·동구 일원(제2선거구)                                                                        |
| 제10대       | 박찬종(朴燦鍾) | 민주공화당 | 1979년 3월 12일 - 1980년 10월 27일 | 서구·동구 일원(제2선거구)                                                                        |
| 제11대       | 왕상은(王相殷) | 민주정의당 | 1981년 4월 11일 - 1985년 4월 10일  | 중구·동구·영도구 일원(제1선거구)                                                                 |
| 제11대       | 안건일(安健一) | 민주한국당 | 1981년 4월 11일 - 1985년 4월 10일  | 중구·동구·영도구 일원(제1선거구)                                                                 |
| 제12대       | 김정길(金正吉) | 민주한국당 | 1985년 4월 11일 - 1988년 5월 29일  | 중구·동구·영도구 일원(제1선거구)                                                                 |
| 제12대       | 박찬종(朴燦鍾) | 신한민주당 | 1985년 4월 11일 - 1988년 5월 29일  | 중구·동구·영도구 일원(제1선거구)                                                                 |
| 제13대       | 노무현(盧武鉉) | 통일민주당 | 1988년 5월 30일 ~ 1992년 5월 29일  | 동구 일원                                                                                        |
| 제14대       | 허삼수(許三守) | 민주자유당 | 1992년 5월 30일 ~ 1996년 5월 29일  | 동구 일원                                                                                        |
| 제15대       | 정의화(鄭義和) | 신한국당   | 1996년 5월 30일 ~ 2000년 5월 29일  | 중구·동구 일원                                                                                   |
| 제16대       | 정의화(鄭義和) | 한나라당   | 2000년 5월 30일 ~ 2004년 5월 29일  | 중구·동구 일원                                                                                   |
| 제17대       | 정의화(鄭義和) | 한나라당   | 2004년 5월 30일 ~ 2008년 5월 29일  | 중구·동구 일원                                                                                   |
| 제18대       | 정의화(鄭義和) | 한나라당   | 2008년 5월 30일 ~ 2012년 5월 29일  | 중구·동구 일원                                                                                   |
| 제19대       | 정의화(鄭義和) | 새누리당   | 2012년 5월 30일 ~ 2016년 5월 29일  | 중구·동구 일원                                                                                   |
| 제20대       | 유기준(兪奇濬) | 새누리당   | 2016년 5월 30일 - 2020년 5월 29일  | 서구·동구 일원                                                                                   |
| 제21대       | 안병길(安秉吉) | 미래통합당 | 2020년 5월 30일 - 2024년 5월 29일  | 서구·동구 일원                                                                                   |
| 제22대       | 곽규택(郭圭澤) | 국민의힘   | 2024년 5월 30일 -                  | 서구·동구 일원                                                                                   |

## 같이 보기
- 부산시의 국회의원
- 부산 중구의 국회의원
- 부산 영도구의 국회의원
- 부산 서구의 국회의원
- 동구 (1988년 부산 선거구)
- 중구·동구 (부산 선거구)
- 서구·동구